# Урочище Липяги
Урочище Липяги — комплексный памятник природы регионального значения. Расположено в Кашарском районе Ростовской области западнее хутора Ольховый и севернее хутора Липяги. Статус природного памятника урочище получило согласно Постановлению правительства Ростовской области № 735 от 08.08.2012 года и Постановлению правительства Ростовской области № 349 от 15.05.2014 года.

## Описание

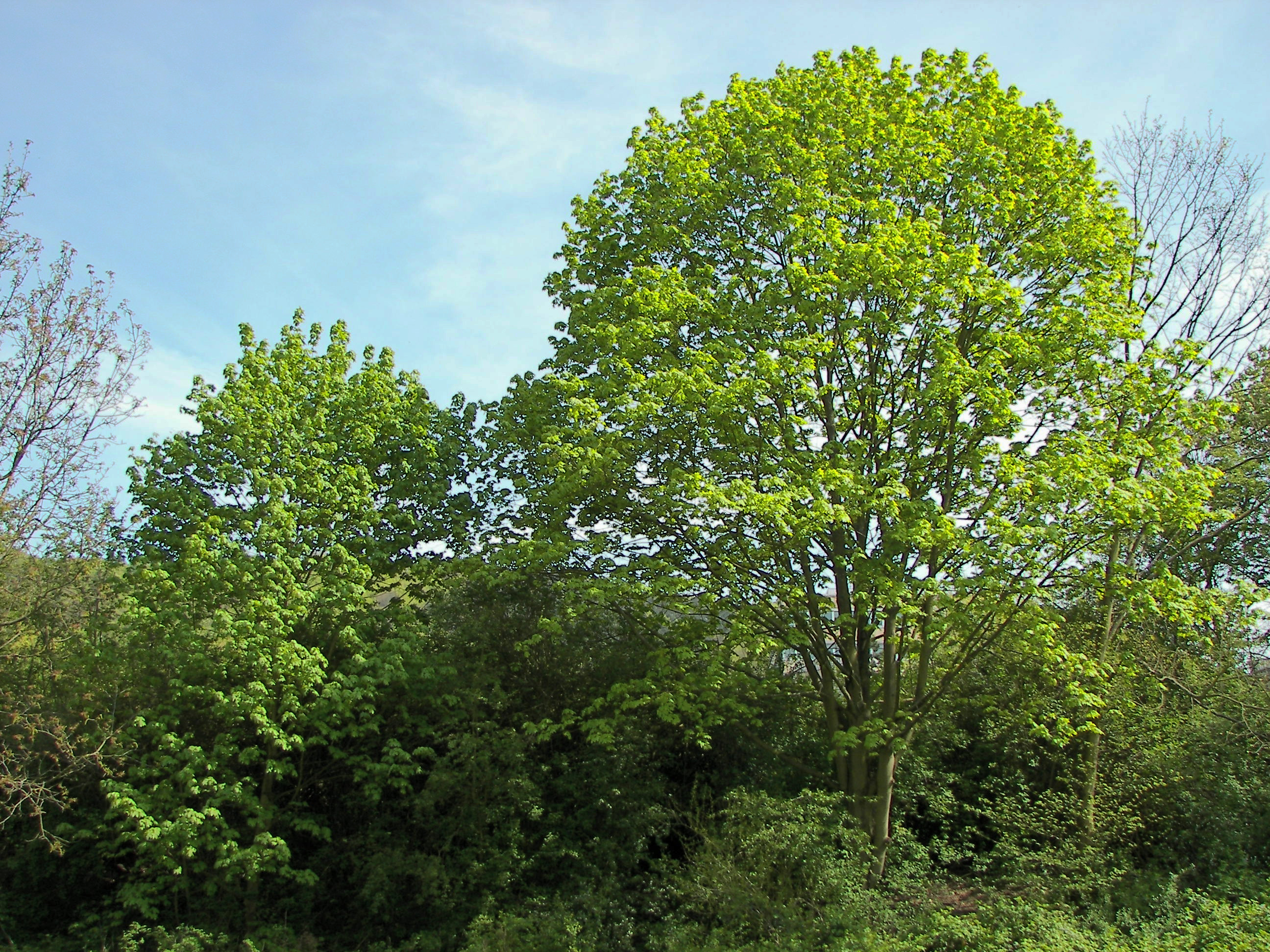
Клён в роще

Урочище «Липяги» представляет собой искусственные лесонасаждения с естественными дубравами, степной и луговой растительностью. Расположено в Кашарском районе Ростовской области западнее хутора Ольховый и севернее хутора Липяги. Урочище занимает 24-й — 32-й кварталы Кашарского участкового лесничества Кашарского территориального отдела.
Статус природного памятника урочище получило согласно Постановлению правительства Ростовской области № 735 от 08.08.2012 года и Постановлению правительства Ростовской области № 349 от 15.05.2014 года.
В степи преимущественно растут ковыли и овсяница валлисская или типчак в сочетании с богатым разнотравьем, на лугах растут пырейники.
Здесь также растут ключевые популяции видов из Красной книги Российской Федерации: клен платановидный, ковыль перистый, ятрышник болотный, тюльпан Биберштейна, пролеска сибирская, хохлатка и др. Урочище характеризуется высоким уровнем биологического разнообразия.
Памятник природы Урочище Липяги имеет природоохранное, научное и просветительское значение.